# Enfants pendant la Shoah

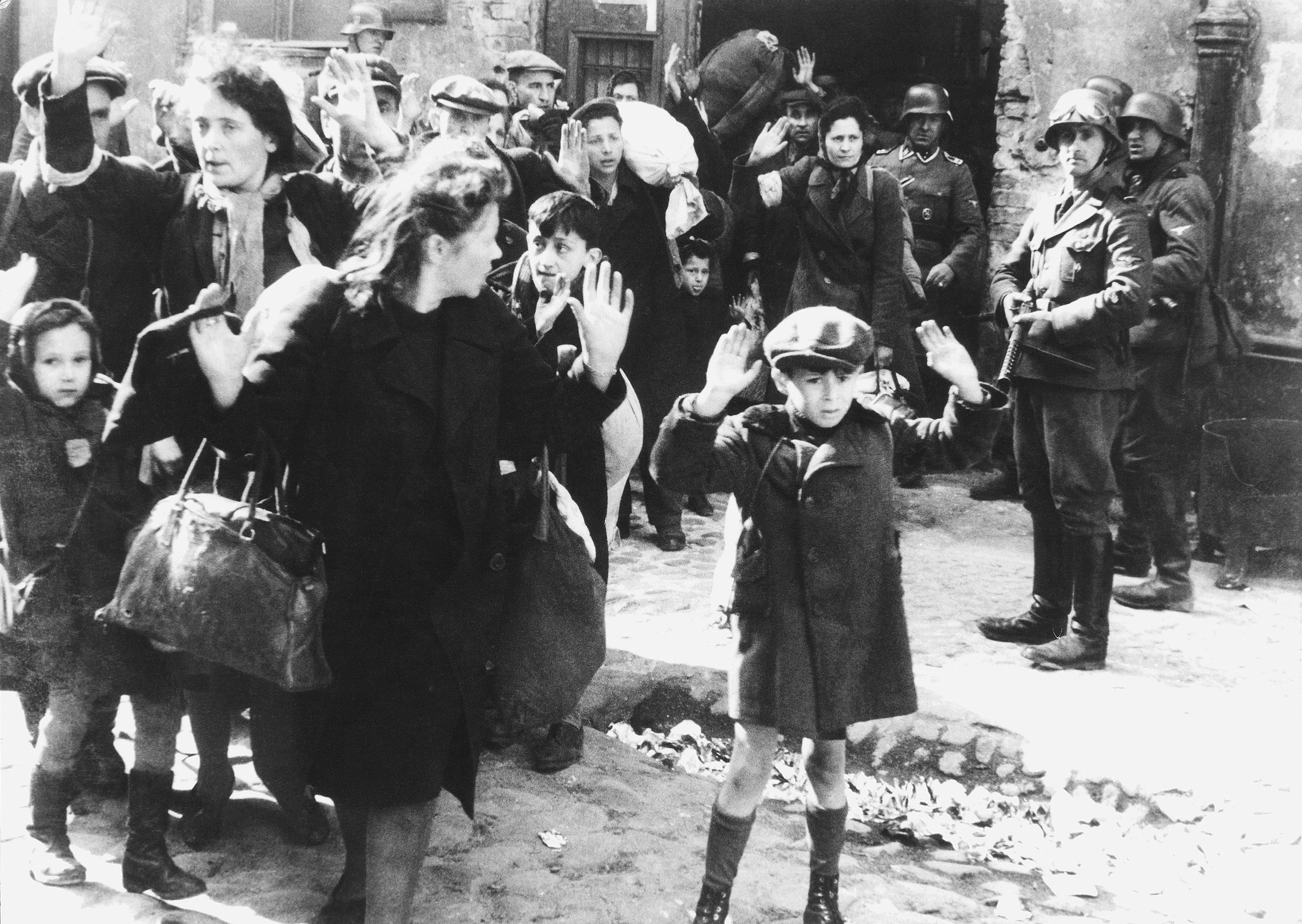
Le « Garçon du ghetto de Varsovie », l'une des photos les plus célèbres du sort infligé aux enfants dans la Shoah.

Pendant la Shoah, les enfants aux mains du régime nazi sont particulièrement menacés de mort. D'après certaines estimations, 1,5 million d'enfants, presque tous juifs, meurent au cours de la Shoah, soit assassinés soit en conséquence des politiques nazies.
Les nazis ont soutenu le meurtre d'enfants issus de populations que leur idéologie désigne comme « indésirables » ou « dangereuses », soit dans le cadre de la conception nazie de la lutte raciale, soit comme mesure de prévention. Si les nazis ont principalement attaqué les enfants juifs, ils ont aussi pris pour cibles de jeunes Polonais et Roms ainsi que d'autres enfants atteints d'anomalies mentales et physiques (enfants avec handicap). Les nazis et leurs collaborateurs ont assassiné les enfants autant pour ces raisons idéologiques qu'à titre de représailles après des attaques réelles ou supposées de la résistance. Les premiers meurtres sont encouragés par le régime dans le cadre de l'Aktion T4, au cours de laquelle les enfants porteurs de handicaps sont asphyxiés par empoisonnement au monoxyde de carbone, privés d'alimentation jusqu'à la mort, sujets à des injections de phénol dans le cœur ou exécutés par pendaison.
Parmi les enfants victimes des nazis, très peu ont échappé à la mort. Certains ont simplement survécu, souvent dans un ghetto ou parfois dans un camp de concentration. Certains ont reçu des secours via diverses initiatives comme le Kindertransport : les enfants ont dû fuir leur pays d'origine. D'autres jeunes ont eu la vie sauve en devenant des enfants cachés.

## Ségrégation scolaire
Le 25 avril 1933, le régime nazi instaure la « loi contre la surpopulation dans les écoles et universités allemandes », première étape de la ségrégation contre les enfants et les jeunes adultes juifs. Cette loi limite le nombre d'enfants juifs autorisés à s'inscrire dans des écoles publiques, qui ne peuvent plus en accueillir qu'1,5 pour cent au maximum. Toutefois, si la population juive du quartier autour de l'établissement dépasse 5 %, alors il peut accueillir 5 % d'écoliers juifs. En outre, de nombreux enfants juifs sont éligibles à des exemptions qui permettent de contourner la loi : ceux issus de mariages mixtes, ceux dont les pères avaient combattu dans la Première Guerre mondiale et ceux de nationalité étrangère.
Malgré les exemptions, de nombreux élèves juifs de plus de 14 ans quittent le système scolaire, car la scolarisation n'est plus obligatoire au-delà. Ainsi, à Württemberg, 58 % de la population lycéenne juive a quitté le circuit scolaire, même si la loi de 1933 ne s'applique qu'à 10 % d'entre eux. Ce fait illustre que de nombreux élèves juifs ont quitté le système public pour échapper à une ambiance de plus en plus marquée par l'antisémitisme. L'hostilité croissante à l'encontre des enfants juifs se matérialise par les notes que ceux-ci reçoivent : elles sont inférieures à celles de leurs homologues non juifs, indépendamment de la qualité du travail. En outre, des enseignants interdisent aux élèves juifs de participer aux activités scolaires et intègrent des éléments de doctrine nazie dans leurs cours, comme l'usage d'expressions antisémites. Cette ambiance délétère conduit de nombreux élèves juifs à se trouver isolés de leurs anciens amis.
À terme, de nombreux juifs allemands ont inscrit leurs enfants dans des écoles juives afin d'éviter les persécutions en classe. C'est pourquoi le nombre d'élèves scolarisés dans des établissements juifs augmente : de 14 % en 1932, il passe à 60 % en 1937. En outre, en l'espace de deux années, le nombre d'écoles juives passe de 130 (en 1935) à 167 (en 1937). La communauté juive allemande délaisse le système public et se tourne vers les établissements privés.
Bien que la communauté juive, dans l'ensemble, bascule vers le système privé, des juifs allemands continuent de fréquenter les établissements publics jusqu'au 15 novembre 1938, date où le ministre de l'Éducation du Reich interdit l'entrée des écoles publiques à tous les élèves juifs.

## Causes de décès

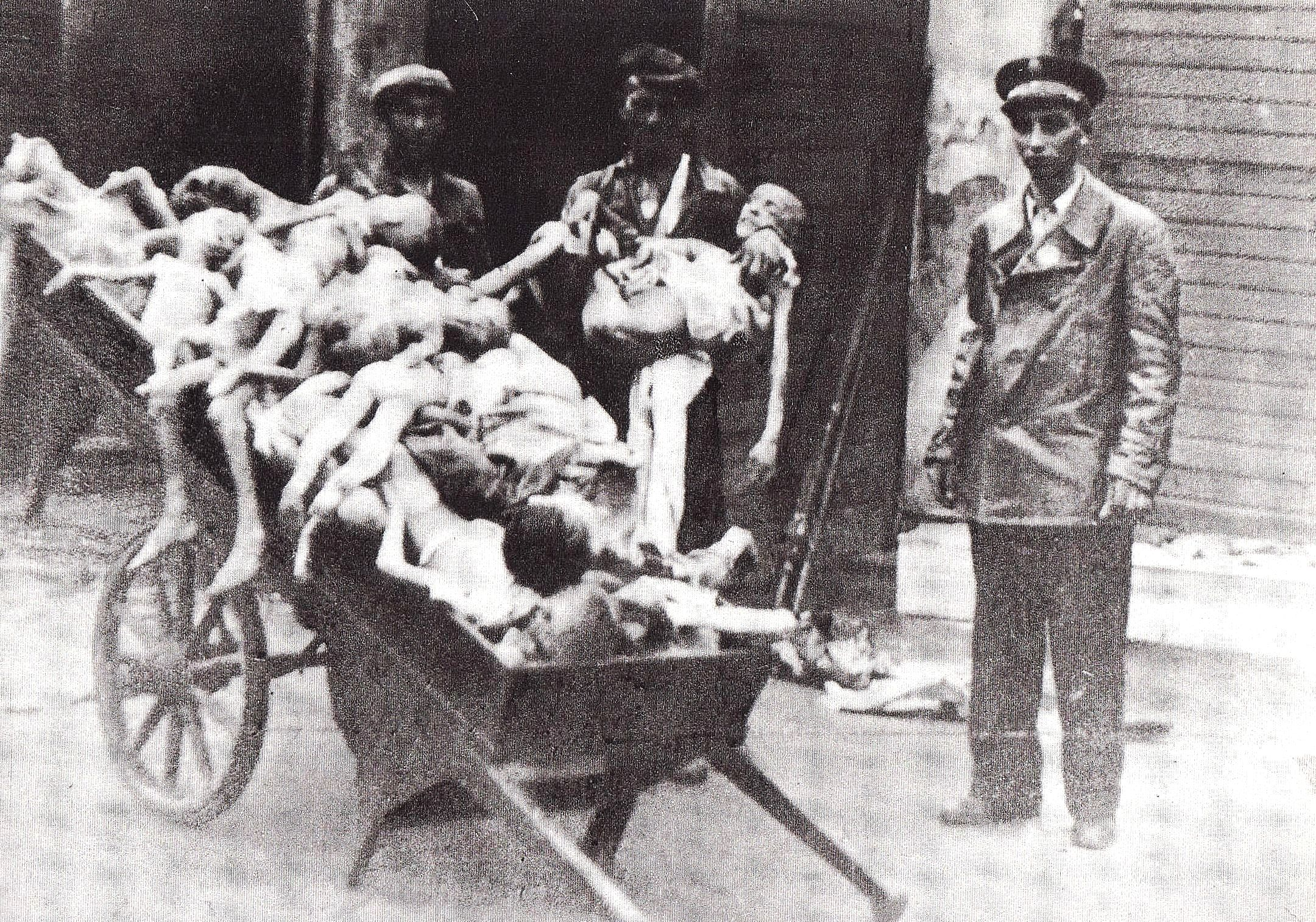
Cadavres émaciés d'enfants dans le ghetto de Varsovie.

Dès les premiers stades de l'occupation, les armées allemandes ouvrent des ghettos juifs dans de nombreuses agglomérations polonaises, comme à Varsovie et à Łódź. Dans ces espaces, les enfants juifs mouraient par manque de nourriture, par manque de protection face aux intempéries ainsi que par manque de vêtements et d'abris adéquats. Les autorités allemandes se montrent indifférentes devant la grande quantité de victimes car, selon l'occupant, les jeunes enfants des ghettos sont improductifs et représentent des « bouches à nourrir inutiles ». Des contrôles stricts sont instaurés sur les résidents des ghettos et l'approvisionnement alimentaire est limité à dessein. À partir de 1942, le programme des ghettos prend fin. Les résidents sont assassinés dans plusieurs centres d'extermination. Les enfants étant trop jeunes pour servir de main d'œuvre forcée, ils courent des risques particuliers de meurtre : les jeunes forment l'un des principaux groupes dans les premières déportations vers les camps de la mort ou vers les fusillades de masse près de charniers, aux côtés des personnes âgées, malades ou handicapées. Les enfants suffisamment bien portants pour le travail forcé sont souvent obligés de travailler jusqu'à la mort au profit du camp ; d'autres fois, les enfants avaient pour mission d'accomplir des tâches inutiles, comme creuser des tranchées.
Les enfants non-juifs d'autres groupes cibles n'ont pas été épargnés non plus. À Auschwitz, les enfants roms sont assassinés. En parallèle, entre cinq et sept mille enfants sont morts de prétendues « euthanasies ». D'autres sont assassinés dans le cadre de représailles, dont la plupart des enfants lors du massacre de Lidice ; dans des villages de la zone soviétique sous occupation nazie, de nombreux enfants sont tués en même temps que leurs parents

## Expérimentations médicales

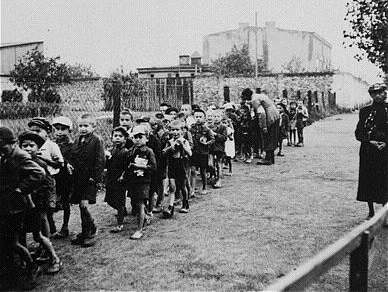
Ghetto de Łódź. Rafle d'enfants en vue de leur déportation au centre d'extermination de Chełmno.

Les autorités nazies ont aussi incarcéré de nombreux enfants dans des camps de concentration et des camps de transit. Des médecins et des chercheurs en science médicale appartenant aux Schutzstaffel (SS) ont exploité des enfants, notamment des jumeaux, à des fins d'expérimentation qui ont fréquemment conduit à la mort de leurs victimes.
Les spécialistes SS, « dans leur quête pour récupérer le "sang aryen" », ou la « race parfaite », ont ordonné l'enlèvement à grande échelle d'enfants issus de Pologne occupée et de territoires soviétiques afin de les transférer vers le Reich pour qu'ils y soient adoptés par des familles allemandes. Même si ces décisions se fondaient sur des critères raciaux prétendument scientifiques, les enfants dotés de cheveux blonds, d'yeux bleus ou de teint clair étaient souvent considérés comme assez « précieux » pour mériter la « chance » de subir la « germanisation ». Dans le même temps, les femmes civiles polonaises et soviétiques déportées en Allemagne pour y être livrées au travail forcé devaient souvent subir des relations sexuelles forcées avec des hommes allemands ; nombre d'entre elles sont devenues enceintes et les autorités leur imposaient des avortements forcés ou les soumettaient à des conditions de vie si dures pendant leur grossesse qu'elles provoqueraient une fausse couche, si les « experts raciaux » estimaient que l'enfant ne serait pas doté d'une hérédité allemande suffisante.

### Auschwitz et Josef Mengele

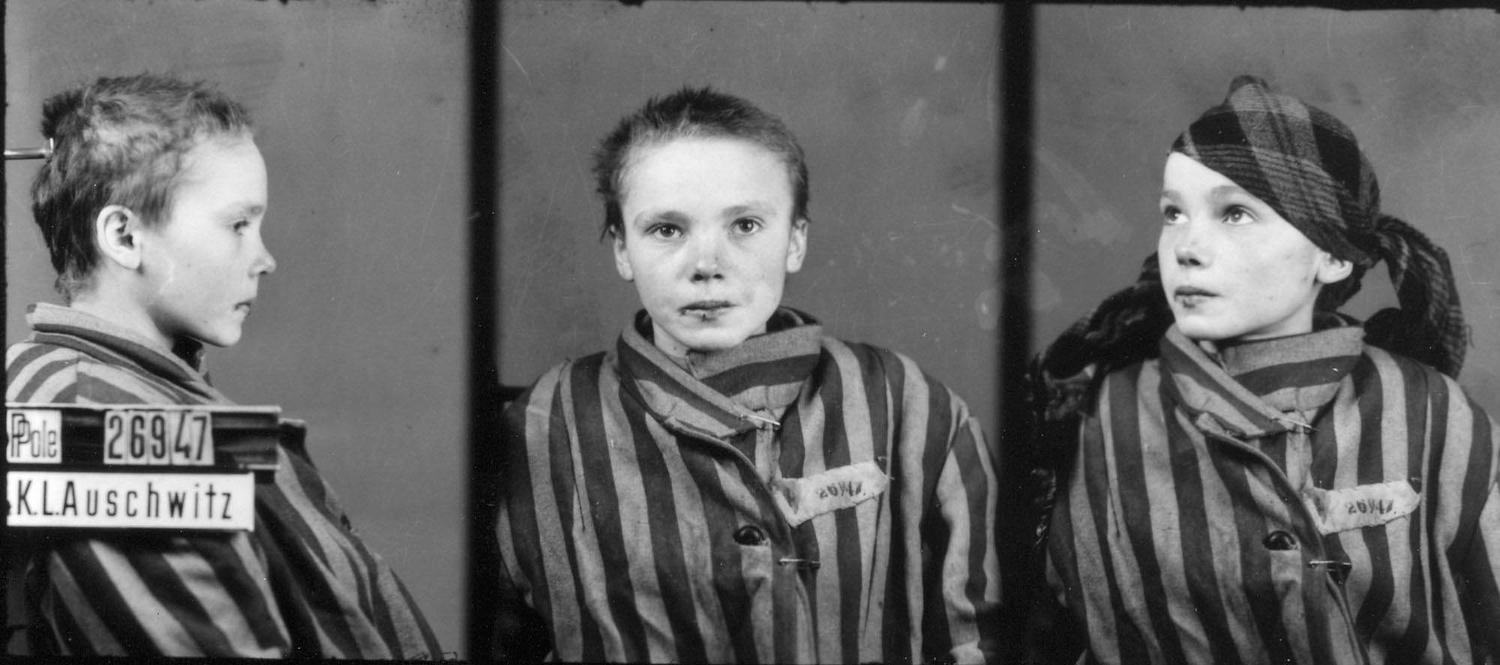
Czesława Kwoka, enfant polonaise morte à Auschwitz.

Josef Mengele était un médecin exerçant à Auschwitz. Ses cobayes humains sont mieux nourris et logés que les autres prisonniers et ils sont temporairement à l'abri des chambres à gaz. Mengele ouvre un jardin d'enfants pour ses jeunes cobayes, où sont aussi envoyés tous les enfants roms de moins de six ans. Quand il rend visite à ses cobayes humains, Mengele se présente comme « l'oncle Mengele » et leur propose des bonbons. Toutefois, il est personnellement responsable de la mort d'un nombre inconnu de victimes. Robert Jay Lifton décrit Mengele comme un sadique, dépourvu d'empathie et fortement antisémite : le médecin déclare que les Juifs doivent être éliminés jusqu'au dernier car ils forment une « race inférieure et dangereuse ». Rolf Mengele, fils de Josef, a fait savoir que son père n'affichait aucun remords quant à ses activités pendant la guerre. En l'absence de toute réglementation sur ses expérimentations, Mengele n'avait aucun frein et il les menait à sa guise.
Un ancien médecin prisonnier à Auschwitz déclare : « Il pouvait manifester tant de gentillesse aux enfants, pour qu'ils l'aiment ; il leur apportait du sucre, il pensait à de légers détails de leur vie quotidienne… Et, en parallèle… les fours crématoires crachaient leur fumée et ces mêmes enfants, le lendemain ou une demi-heure plus tard, il les y envoyait. C'est là que résidait l'anomalie ».

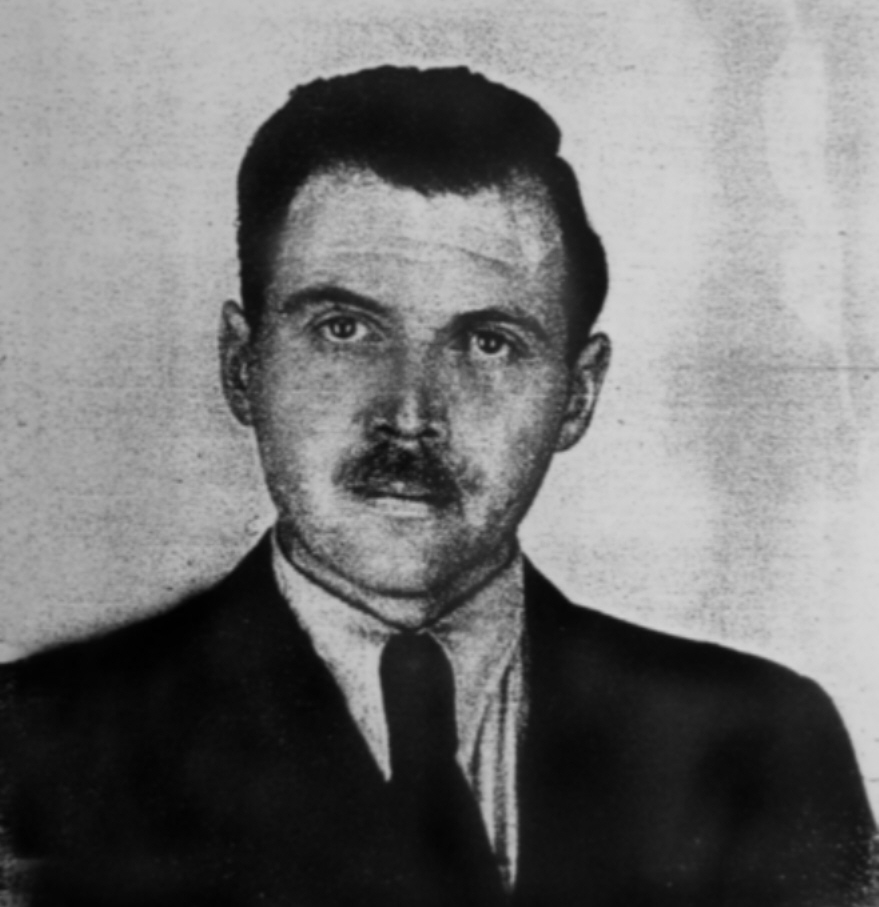
Photo issue de la carte d'identité argentine de Mengele (1956).

Mengele était fasciné par les jumeaux. Il s'intéressait aux différences entre les jumeaux tant monozygotes que dizygotes et il examinait aussi l'impact des affections génétiques sur ces personnes ainsi que leur lieu d'origine. Ses expérimentations portaient aussi sur les traits génétiques et sur ceux qui se développent par l'environnement de l'enfant. Mengele était connu pour feindre d'être en permission quand un train de nouveaux prisonniers arrivait, afin qu'il puisse sélectionner lui-même les jumeaux qu'il voyait. Il menait ses expériences sur des enfants en partie pour déterminer les fragilités génétiques dans la constitution des personnes juives et roms afin de démontrer scientifiquement la doctrine nazie sur les races. Mengele avançait l'hypothèse que ses cobayes humains se montraient particulièrement vulnérables à certaines maladies à cause de leur « race ». En outre, il pensait que ses victimes étaient porteuses de sang et de tissus « dégénérés » en se fondant sur ses échantillons.
Mengele envoyait de nombreuses victimes en chambre à gaz au bout de deux semaines puis leurs squelettes étaient expédiés à Berlin pour y être examinés. Mengele cherchait aussi les femmes enceintes, sur qui il exécutait ses expérimentations avant de les envoyer à la mort. D'après le témoignage de Vera Alexander, Mengele a cousu deux jumeaux roms dos à dos afin d'obtenir des jumeaux siamois. Les enfants sont morts de gangrène après plusieurs jours de souffrance.

#### Auschwitz: témoignage direct sur les enfants brûlés vifs
Le 25 juillet 1945 à Cracovie, le juge Stanisław Żmuda a délégué Wincenty Jarosiński à la Commission principale d'enquête sur les crimes allemands en Pologne. Ils ont interrogé une ancienne prisonnière d'Auschwitz, Stanisława Rachwał née Surówka (prisonnière numéro 26281), afin de recueillir son témoignage : « Près des fours crématoires se trouvaient des fosses profondes servant à bruler les corps qui n'entraient pas dans les fours. Je sais que les petits enfants déportés qui arrivaient de nuit étaient chargés dans des bennes, convoyés jusqu'aux fosses puis "déversés", encore vivants, dans les fosses depuis la benne, qui s'ouvrait automatiquement. Les fosses étaient déjà en feu quand les enfants y étaient jetés. Les hurlements horribles des victimes pouvaient être entendus à travers tout le camp des femmes pendant une à trois minutes ».

## Camps de transit

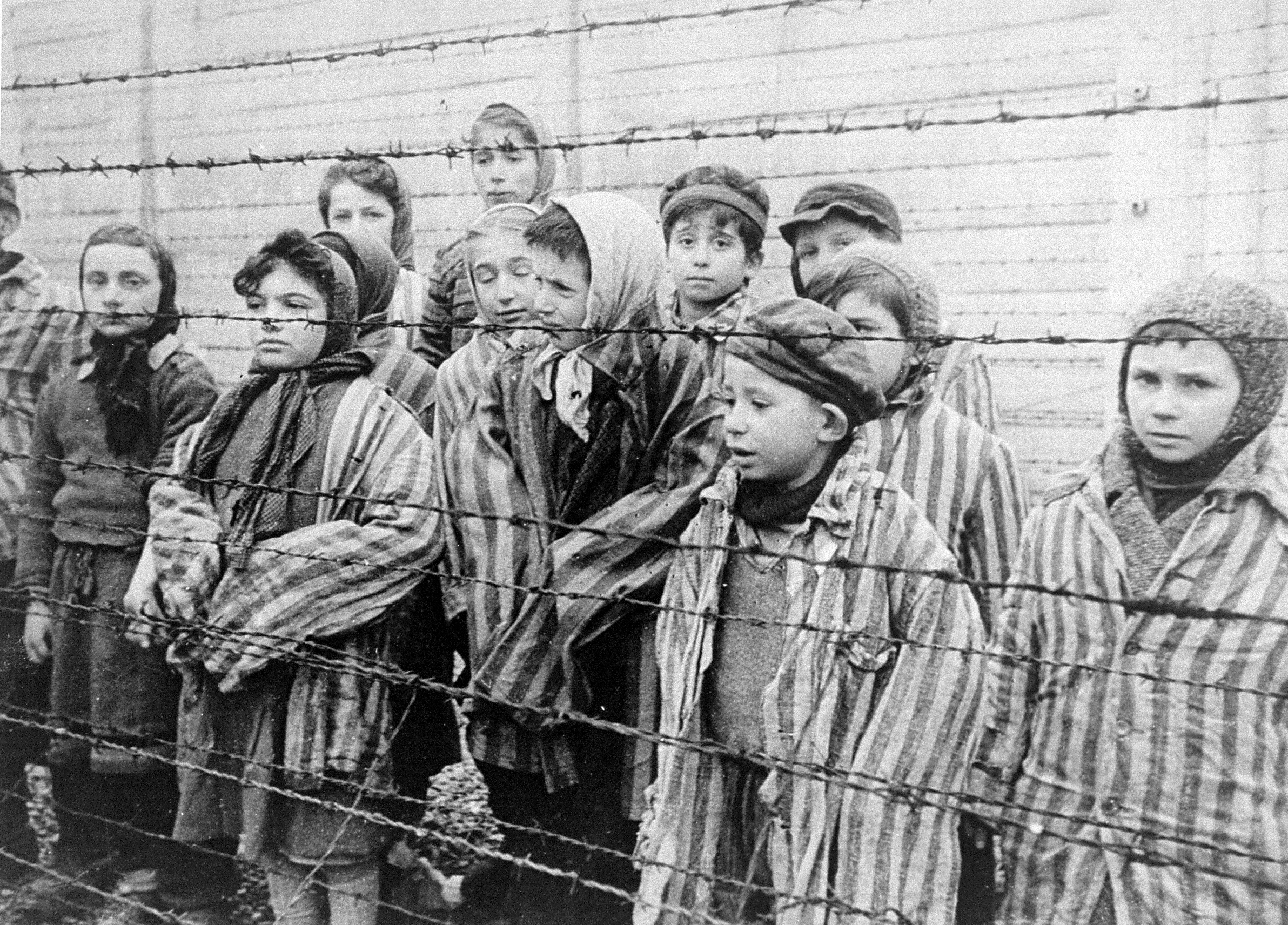
Enfants juifs jumeaux maintenus en vie à des fins d'expérimentation médicale par Josef Mengele. Les enfants sur cette photo ont été libérés d'Auschwitz par l'Armée rouge en janvier 1945.

Les camps de transit constituaient une étape temporaire des convois de la Shoah vers les camps de concentration. De nombreux enfants y étaient emmenés avec leurs familles, sans savoir ce qui les attendait. Certains espéraient entamer une nouvelle vie et se faire des amis dans les camps, tandis que nombre d'autres avaient peur. Les enfants emmenés dans ces camps étaient issus de divers milieux.
Dans ces camps de transits, les enfants étaient entourés de corps dénudés. Les lits n'étaient que des cadres de métal, la nourriture manquait et les détenus craignaient les départs de trains les emportant ailleurs. Il n'y avait aucune fourniture scolaire. Les enfants ont commencé à observer leurs familles d'un regard neuf parce que chacun de leurs proches devait affronter des situations extrêmes dans ces camps.
Les enfants n'avaient guère de ressources propices à leurs croissance dans ces camps de transit. Un groupe de sionistes hongrois a institué un comité d'aide et de secours pour négocier avec les nazis et protéger les Juifs des déportations. Des adolescentes prenaient soin des jeunes enfants. Les médecins, infirmiers et musiciens organisaient des conférences, des concerts et des activités à destination des enfants. Des internés volontaires et des associations de bienfaisance envoyaient nourriture et vêtements tout en organisant de manière clandestine des salles de classe pour aider les jeunes à suivre leurs cours.
Un cas célèbre de détention d'un enfant dans un camp de transit de nazi est celui d'Anne Frank et de sa sœur au camp de Bergen-Belsen. D'autres cas connus sont ceux des enfants détenus au camp de Majdanek : certaines des victimes étaient orphelines car leurs parents avaient été assassinés dans des opérations de répression contre la résistance.

## Camp de concentration de Sisak

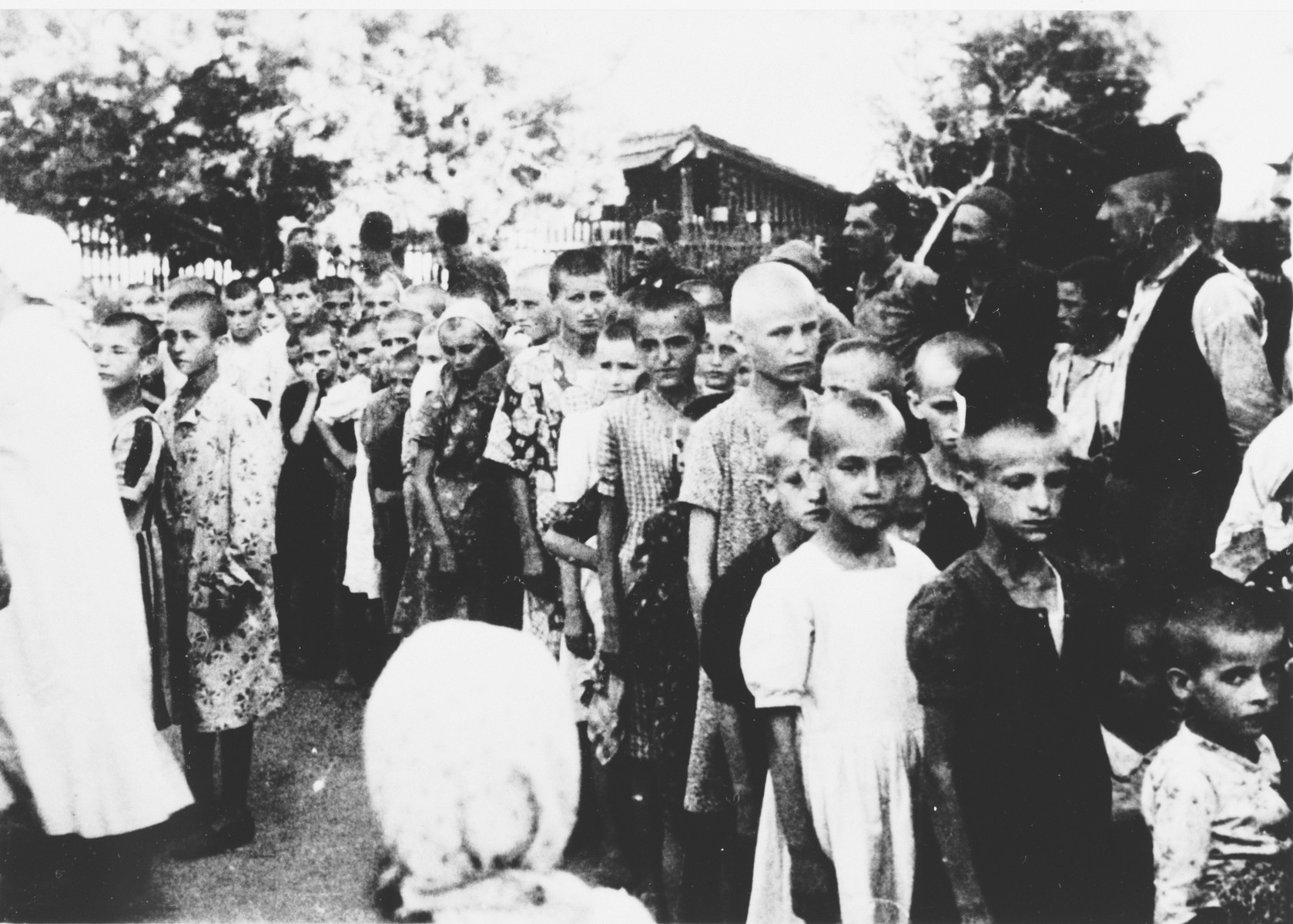
Un groupe d'enfants en file dans un camp de concentration oustachi.

Pendant la Seconde Guerre mondiale est instauré 'l'État indépendant de Croatie et, au cours de son existence, les Oustachis ont ouvert de nombreux camps de concentration, comme ceux de Jasenovac, de Đakovo (en) et de Jastrebarsko. Le régime y a détenu et fait périr de nombreux enfants serbes, juifs et roms,. Le camp de concentration de Sisak s'inscrit dans la même lignée, mais il est fondé spécialement pour enfermer des enfants au sein du complexe de Jasenovac,.
Le camp de concentration de Sisak est ouvert le 3 août 1942 après la bataille de Kozara, jour où un premier groupe d'enfants y est convoyé. Ce camp s'inscrit dans un complexe plus vaste, officiellement désigné comme « camp de transit pour réfugiés ». Le camp de concentration de Sisak est un espace réservé officiellement baptisé « abri pour enfants réfugiés » sous le contrôle d'Antun Najžer (en). Les bâtiments sont en mauvais état et ne se prêtent pas à l'affectation qui leur est attribuée (absence de porte, courants d'air). Les enfants, même les nourrissons, doivent s'étendre au sol recouverts d'une mince couche de paille, sans vêtements ni couvertures. Lorsqu'une épidémie de typhus éclate, Najžer ordonne de transférer les enfants vers un hôpital improvisé dont le seul effet est d'aggraver le nombre de décès.
Lazar Margulješ a livré son témoignage sur les conditions de vie au camp : « J'ai remarqué que les colis alimentaires envoyés par la Croix-rouge n'ont jamais été remis aux enfants détenus. En tant que membre du personnel médical, ma mission consistait à chercher ces petits prisonniers ; aussi me suis-je souvent rendu dans les lieux suivants : le bâtiment Sokolana, où les enfants s'allongeaient directement sur le sol ou, s'ils avaient un peu de chance, sur une mince couche de paille. Le prétendu hôpital, situé dans une petite école du vieux Sisak, ne comportait aucun lit, par conséquent les enfants étaient étendus sur le sol sur un mince tapis de paille, contaminé par le sang et les excréments et couvert de nuées de mouches ».
Le médecin légiste David Egić a recensé officiellement que sur 6 693 enfants, 1 152 sont morts au camp ; l'enseignant Ante Dumbović déclare que les décès s'élèvent à 1 630,.

## Méthodes de survie
Malgré leur intense fragilité, de nombreux enfants ont trouvé des moyens de survie. Certains transportaient clandestinement de la nourriture et des médicaments dans les ghettos et transportaient à l'extérieur leurs propres biens pour les troquer contre ces produits. Des enfants appartenant à des mouvements de jeunesse ont pu s'échapper des ghettos pour rallier des activités de résistance clandestines comme les unités soviétiques ; d'autres ont constitué leurs propres unités pour harceler les occupants nazis. Nombre d'enfants sont parvenus à fuir avec leurs parents ou des membres de leur famille vers des camps tenus par des résistants juifs ; enfin, d'autres ont dû s'échapper seuls,.
Nombre d'enfants juifs se sont trouvés contraints d'emprunter une autre identité pour leur propre sécurité. Ils ont obtenu de faux papiers d'identité, souvent auprès des mouvements de résistance au nazisme, pour feindre d'être aryens. Même si cette méthode est l'une des rares permettant aux enfants de survivre, elle présentait de graves dangers. La police et d'autres autorités nazies vérifiaient avec soin les documents afin de traquer les juifs et de les dissuader d'emprunter une autre identité.
La circoncision, tradition de retrait du prépuce aux nourrissons juifs, représente à l'époque un moyen facile d'identifier les Juifs ; en effet, les non-Juifs ne recouraient guère à cette intervention. Les garçons devaient donc se montrer prudents dans les toilettes publiques et lors de sports collectifs, afin de ne pas révéler leur identité réelle. Pour contourner ce problème, certains garçons se sont occasionnellement habillés comme des filles.
Entre 1938 et 1939, le Kindertransport est une initiative de sauvetage lancée par le gouvernement britannique et des associations juives. Il a permis de convoyer, en sécurité en Grande-Bretagne, 10 000 enfants réfugiés issus d'Allemagne nazie et de territoires occupés par le Troisième Reich, même si leurs familles ne les ont pas accompagnés. De même, les mouvements d'aliyah des jeunes (en) a permis l'intégration de milliers d'enfants en Palestine mandataire, tant pour leur permettre de survivre que pour donner un nouvel essor au yichouv — l'installation des Juifs en Palestine.
Aux États-Unis, certaines personnes ont tenté d'apporter leur aide et les efforts déployés dans ce pays ont permis de sauver 1 000 enfants juifs des mains des nazis. Contrairement à l'initiative britannique, les actions de sauvetage ne recevaient aucun soutien du gouvernement : ceux qui voulaient s'investir devaient trouver eux-mêmes la manière de lutter contre les quotas à l'immigration. Gilbert et Eleanor Kraus forment un couple qui a accueilli 50 enfants juifs aux États-Unis pour sauver ces jeunes des nazis en 1939, avant que la guerre ne commence. Ils ont choisi ces 50 enfants en interrogeant leurs familles, dont la procédure pour un visa américain était favorable. La plupart des enfants, qui ont déménagé à Philadelphie, ont pu retrouver leurs familles. Le public, stimulé par le Kindertransport, a incité le Congrès à autoriser jusqu'à 100 000 enfants juifs à entrer sur le territoire. En 1939, le projet de loi Wagner-Rogers Bill (en) est présenté : il prévoit d'autoriser l'entrée de 20 000 mineurs (de moins de 14 ans) réfugiés juifs non accompagnés. Néanmoins, en février 1939, le projet de loi n'est pas adopté par le Congrès.
En parallèle, des personnes non juives ont caché des enfants juifs ; parfois, comme dans le cas d'Anne Frank, d'autres personnes étaient également cachées. Parfois les Juifs étaient réellement cachés mais parfois, ils étaient adoptés par la famille de leur « protecteur ». À cet égard, une situation unique s'est produite en France, où la quasi-totalité de la population protestante du Chambon-sur-Lignon, ainsi que de nombreux prêtres, carmélites et laïcs catholiques, ont dissimulé des enfants juifs dans la commune entre 1942 et 1944. En Italie et en Belgique, de nombreux enfants ont pu survivre en se cachant.
Après la capitulation du Troisième Reich, qui a mis terme à la Seconde Guerre mondiale en Europe, les personnes ayant survécu à la Shoah se sont lancées à la recherche des enfants perdus dans toute l'Europe. Des milliers d'enfants devenus orphelins ont été déplacés dans des camps. De nombreux enfants juifs rescapés ont fui l'Europe de l'Est dans le cadre de l'exode massif (Berih'ah) vers l'Allemagne de l'Ouest occupée par les Alliés. L'Aliyah des jeunes a poursuivi ses activités après la guerre en aidant les enfants survivants à s'installer en Palestine, qui en 1948 est devenue Israël,.